# تشارلز منساه
تشارلز منساه (بالإنجليزية: Charles Mensah)‏ هو لاعب كرة قدم غاني، ولد في 17 مايو 1999.